# Титовка (Брянский район)
Титовка — деревня в Брянском районе Брянской области, в составе Глинищевского сельского поселения. Расположена в 5 км к югу от села Глинищево. Население — ↘720 человека (2013). Осуществляется регулярное автобусное сообщение с Брянском.

## История
Возникла в XVII веке; до 1764 года — владение Свенского монастыря. Входила в приход села Альшаницы.
Первоначально деревня называлась Титова, по названию пустоши, на месте которой образовалась. Пустошь эта, вероятнее всего, принадлежала Свенскому монастырю, почему и основанная на ней в конце 1660 — начале 1670-х годах деревня стала монастырской вотчиной. Население в новой деревне росло быстро, и во второй четверти XVIII века Титовка по числу жителей уступала лишь крупнейшим монастырским селениям: Коростовке, Меркульевой, Супоневу.
До XVIII в. входила в состав Подгородного стана Брянского уезда; в середине XIX века входила в экономическую Супоневскую волость; с 1861 по 1924 в Елисеевской волости Брянского (с 1921 — Бежицкого) уезда. В 1924—1929 в Бежицкой волости; с 1929 года в Брянском районе.
С 1920-х гг. по 1954 входила в Альшаницкий сельсовет, в 1954—1959 в Меркульевском сельсовете, позднее в Глинищевском. В 1964 году к Титовке присоединено село Альшаница (восточная часть нынешней деревни).